# Việt Hồng, Trấn Yên
Việt Hồng là một xã thuộc tỉnh Lào Cai, Việt Nam.

## Địa lý
Xã Việt Hồng có diện tích 35,38 km², dân số năm 2019 là 2.298 người, mật độ dân số đạt 65 người/km².

## Hành chính
Xã Việt Hồng được chia thành 6 bản: Vần, Nả, Din, Chao, Phạ, Bến.